# Тити на Хофман
Титито на Хофман (Callicebus hoffmannsi) е вид бозайник от семейство Сакови (Pitheciidae).

## Разпространение
Видът е разпространен в Бразилия.